# Андорра на зимних Олимпийских играх 2006
Андорра принимала участие в зимних Олимпийских играх 2006 года, которые проходили в Турине с 10 по 26 февраля 2006 года, где её представляли три спортсмена в двух видах спорта. Флаг Андорры на церемонии открытия нёс горнолыжник Алекс Антор.

## Состав и результаты

### Горнолыжный спорт
Мужчины
| Соревнование     | Спортсмены    | Время                    | Время          | Время          | Время          | Место          |
| Соревнование     | Спортсмены    | Скоростной спуск 1 спуск | Слалом 2 спуск | Слалом 3 спуск | Всего          | Место          |
| ---------------- | ------------- | ------------------------ | -------------- | -------------- | -------------- | -------------- |
| скоростной спуск | Алекс Антор   | Не проводится            | Не проводится  | Не проводится  | 1:55,01        | 39             |
| скоростной спуск | Роджер Видоса | Не проводится            | Не проводится  | Не проводится  | 1:59,24        | 59             |
| супергигант      | Алекс Антор   | Не финишировал           | Не финишировал | Не финишировал | Не финишировал | Не финишировал |
| слалом           | Алекс Антор   | Не финишировал           | Не финишировал | Не финишировал | Не финишировал | Не финишировал |
| слалом           | Роджер Видоса | 59,87                    | 54,16          | н/д            | 1:54,03        | 27             |
| суперкомбинация  | Алекс Антор   | 1:43,84                  | Не финишировал | Не финишировал | Не финишировал | Не финишировал |
| суперкомбинация  | Роджер Видоса | 1:46,09                  | 48,23          | 47,05          | 3:21,37        | 28             |

Эмилия Эстевенет и Мирейя Гутьеррес были заявлены от Андорры на соревнования по горнолыжному спорту среди женщин, но так и не приняли в них участие.

### Лыжные гонки
Мужчины
| Соревнование              | Спортсмен      | Результат      | Место          |
| ------------------------- | -------------- | -------------- | -------------- |
| 15 км классическим стилем | Франсеск Сулье | 44:42,6        | 71             |
| 30 км гонка преследования | Франсеск Сулье | Не финишировал | Не финишировал |
| 30 км свободным стилем    | Франсеск Сулье | Не финишировал | Не финишировал |